# Lord-prévôt de Dundee
 (septembre 2022).
Le contenu est difficilement compréhensible vu les erreurs de traduction, qui sont peut-être dues à l'utilisation d'un logiciel de traduction automatique.
Le lord-prévôt de Dundee (Lord Provost of Dundee en anglais) est un lord-prévôt, représentant de l'autorité municipale de la cité de Dundee, le Dundee City Council, en Écosse. Elu par le conseil municipal, il est le président de l'autorité locale et agi comme une figure représentative et lord-lieutenant pour la ville.
Si chacune des 32 local authorities d'Écosse élit un provost, seules les villes de Glasgow, Édimbourg, Aberdeen et Dundee ont un Lord Provost. Cela est consacré dans le Local Government etc. (Scotland) Act 1994.

## Liste des prévôts et lords-prévôts[1]

### XXIesiècle
| Date        | Nom           | Titre       |
| ----------- | ------------- | ----------- |
| 2022 - ...  | Bill Campbell | Lord-prévot |
| 2017 - 2022 | Ian Borthwick | Lord-prévot |
| 2012 - 2017 | Bob Duncan    | Lord-prévot |
| 2009 - 2012 | John Letford  | Lord-prévot |
| 2007 - 2009 | John Letford  | Lord-prévot |
| 2003 - 2007 | John Letford  | Lord-prévot |
| 2001 - 2003 | John Letford  | Lord-prévot |

## Deputy lieutenants
Un Deputy Lieutenant est mandaté par le Lord-Lieutenant de Dundee, qui appuie le travail de ce dernier. Plusieurs Deputy Lieutenants peuvent être mandatés, selon la population au sein du comté. Leur fonction ne s'arrête pas au changement de lord-lieutenant, mais les Deputy Lieutenants partent généralement à la retraite à 75 ans.